# Yuffie Kisaragi
Yuffie Kisaragi (jap. ユフィ・キサラギ Yufi Kisaragi) – jedna z głównych bohaterek gry jRPG Final Fantasy VII firmy Square.
Yuffie jest ninja i złodziejką materii. Jej bronią są: bumerang, nóż i orygami do rzucania.
Urodziła się 20 listopada w wiosce Wutai. Ma 16 lat a jej wzrost wynosi 1,57m.
Po przygodzie w Rocket Town z Palmerem, gdy wypłyniemy na wyspę Wutai, podczas wędrówki, Yuffie nam kradnie wszystkie materie (jeżeli jest w drużynie). Można je odzyskać ratując dziewczynę od Dona Corneo'a, który chciał uprawiać z nią seks.